# Нуринский район (Карагандинская область)
Нури́нский райо́н (каз. Нұра ауданы) — район Карагандинской области Казахстана.
Административный центр — посёлок Нура.
В районе насчитывается 2 поселковых, 25 сельских акиматов.
В Нуринском районе под охраной государства находятся 92 исторических памятника археологии, архитектуры, культуры.

## История
Район образован в сентябре 1928 году постановлением Верховного Совета Казахской ССР как административная единица в составе Акмолинской области. В 1932 году вошёл в состав Карагандинской области. 28 декабря 1940 года 1 сельсовет Нуринского района был передан в новый Осакаровский район.

## Население
Национальный состав (на начало 2019 года):
- казахи — 15 250 чел. (67,57 %)
- русские — 3 901 чел. (17,28 %)
- украинцы — 1 286 чел. (5,70 %)
- немцы — 927 чел. (4,11 %)
- белорусы — 377 чел. (1,67 %)
- татары — 305 чел. (1,35 %)
- чеченцы — 55 чел. (0,24 %)
- башкиры — 42 чел. (0,19 %)
- другие — 426 чел. (1,89 %)
- Всего — 22 569 чел. (100,00 %)

Существует два национально-культурных центра — русский в селе Тассуат и украинский в селе Заречное.

## Административно-территориальное деление
Административно-территориальное деление района:
| Сельский округ/город                   | Население, чел. (2009) | Населённые пункты                                                         |
| -------------------------------------- | ---------------------- | ------------------------------------------------------------------------- |
| Нуринская поселковая администрация     | 5956                   | поселок Нура (Киевка)                                                     |
| Акмешитский сельский округ             | 960                    | аул Акмешит (Захаровка), аул Кантай (Плаховка)                            |
| Ахметовский сельский округ             | 1396                   | аул Ахмет (Энтузиаст)                                                     |
| Байтуганский сельский округ            | 1297                   | село Байтуган (Новокарповка), село Жанакурылыс                            |
| Балыктыкольский сельский округ         | 219                    | село Балыктыколь                                                          |
| Баршинский сельский округ              | 774                    | село Баршино, село Бестамак, село Старое Баршино                          |
| Куланский сельский округ               | 463                    | село Куланотпес (Донское), село Оразалы                                   |
| Егинды сельский округ                  | 1189                   | село Егинды (Майоровка)                                                   |
| Жараспайский сельский округ            | 599                    | село Жараспай (17 лет Октября)                                            |
| Заречный сельский округ                | 1058                   | село Заречное (Свх. Киевский)                                             |
| Индустриальный сельский округ          | 1032                   | село Тассуат (свх. Индустриальный)                                        |
| Караойский сельский округ              | 586                    | село Караой                                                               |
| Каракоинский сельский округ            | 547                    | село Акколка, село Жанбобек                                               |
| Кенжарыкский сельский округ            | 806                    | село Изенды, село Кенжарык, аул Топаркол                                  |
| Кобетейский сельский округ             | 1534                   | село Кызылжулдыз, село Ондирис, село Первое Мая, аул Кобетей (Черниговка) |
| Корганжарский сельский округ           | 1015                   | аул Карим Мынбаев (Ивановка)                                              |
| Куланотпесский сельский округ          | 448                    | село Актубек, село Куланотпес, село Ныгман                                |
| Кызылталский сельский округ            | 1486                   | село Алгабас (Пушкино), село Кертинди (Казгородок)                        |
| Музбельский сельский округ             | 762                    | село Музбель (Пржевальское)                                               |
| Сарыозенский сельский округ            | 252                    | село Жукей, село Ткенекты                                                 |
| Соналинский сельский округ             | 219                    | село Соналы                                                               |
| Талдысайский сельский округ            | 201                    | село Талдысай                                                             |
| Тассуатский сельский округ             | 1252                   | село Кайнар (Щербаковское)                                                |
| Шахтерский сельский округ              | 1211                   | село Шахтерское                                                           |
| Шубаркольская поселковая администрация | 543                    | посёлок Шубарколь                                                         |

## Социальная сфера
В районе 40 образовательных школ, 2 филиала Карагандинского профессионально-технического лицея № 3 в посёлке Нура и селе Кобетей, детская музыкальная школа, детская спортивная школа, учебно — консультационный пункт заочной школы, районный дом культуры, 29 клубов, 35 библиотек, центральная районная больница, сельская участковая больница, 8 СВА, 7 врачебных участков, 5 фельдшерско-акушерских пунктов (ФАПов), 12 фельдшерских пунктов, стадион со спортзалом на 1500 мест в посёлке Нура (Киевка).

## Акимы
1. Кусаинов Даулбай Мейрамович (03.1996-08.2007) Аргын Куандык Тока
2. Шайдаров Серик Жаманкулович (09.2007-11.2011); Аргын Куандык Мойын-Караша
3. Бексултанов Кудайберген Бексултанович (10.2011-29.03.2016)
4. Омарханов Никанбай Имангалиевич (с 04.2016 - ?) Аргын Қаракесек Булбул
5. Байкен Есет Берикулы (01.02.2019-03.07.2019);
6. Шалмаганбетов Аян Тиыштыкович (с 09.2019 — 08.2022) Аргын Куандык Темеш
7. Муканов Бакытжан Мылтыкбаевич (c 23.08.2022) Кіші жүз,Жеті ру,        Жағалбайлы-Бозбет

## Уроженцы
1. Култума Отемисулы